# Środa Śląska Rynek
Środa Śląska Rynek – zamknięta stacja kolejowa w Środzie Śląskiej, w województwie dolnośląskim, w Polsce. Była końcową stacją kolei średzkiej, łączącej średzki rynek z magistralą kolejową i umożliwiającej dojechanie koleją do centrum miasta.